# Unfinished Music No.1: Two Virgins
Unfinished Music No. 1: Two Virgins (dt.: ‚Unfertige Musik Nr. 1: Zwei Jungfrauen‘) war das erste Album, das John Lennon gemeinsam mit seiner Lebensgefährtin und späteren Ehefrau Yoko Ono aufnahm. Es wurde am 11. November 1968 in den USA und am 29. November 1968 in Großbritannien veröffentlicht. Berühmt wurde das Album nicht wegen seines musikalischen Inhalts, sondern durch das Albumcover, das John Lennon und Yoko Ono nackt zeigte, ohne ihre Geschlechtsorgane zu verbergen.

## Entstehungsgeschichte
Ursprünglich sollte die Reihe „Unfinished Music“ das gemeinsame Leben von John Lennon und Yoko Ono wiedergeben. Am Ende erschienen jedoch nur Unfinished Music No. 1: Two Virgins und ein halbes Jahr später Unfinished Music No. 2: Life with the Lions.
Die Aufnahmen für Unfinished Music No. 1: Two Virgins entstanden in nur einer Nacht am 19. Mai 1968 in John Lennons Wohnung in Weybridge. Seine Frau Cynthia Lennon war nach Griechenland verreist, und Yoko Ono schlug John vor, gemeinsam auf seinem Homerecording-System ein avantgardistisches Album aufzunehmen. Es wurde die erste Aufnahme, die Lennon ohne seine Band The Beatles machte.
John Lennon und Yoko Ono nahmen für das Album Gesangsimprovisationen, Vogelgezwitscher, Verstärkerfeedback, verzerrte Instrumente und andere Soundeffekte auf. Zwei alte Singles wurden ebenfalls in die Aufnahmen integriert. Die erste war „Together“, geschrieben von George Buddy DeSylva, Lew Brown und Ray Henderson, wurde 1928 von Paul Whiteman und seinem Orchester veröffentlicht. Die zweite war I’d Love To Fall Asleep And Wake Up In My Mammy’s Arms, die B-Seite von Fred Douglas’ Single Margie aus dem Jahr 1921. Die Musik wurde von Fred E. Ahlert geschrieben, die Texte von Sam M. Lewis und Joe Young. Der auf Two Virgins verwendete Ausschnitt wurde in „Hushabye Hushabye“ umbenannt. Lennons Jugendfreund Pete Shotton, der in Kenwood gewesen war, als Ono ankam, behauptete später, dass er mehrere der Bandschleifen mit Lennon gemacht hatte. Die Aufnahmen wurden mit einer Zweispur-Tonbandmaschine gemacht.

## Das Cover
Das Nacktfoto von John Lennon und Yoko Ono entstand im Oktober 1968 im Keller der Wohnung von Ringo Starr in London. Lennon lehnte es ab, sich nackt von einem Fotografen ablichten zu lassen und nahm das Foto selbst per Selbstauslöser auf.
Die nächste Hürde, die für eine Veröffentlichung des Albums genommen werden musste, war, die Erlaubnis seiner Bandkollegen George Harrison, Paul McCartney und Ringo Starr einzuholen. Es dauerte etwa ein halbes Jahr, bis sich Lennon dazu durchringen konnte. Die drei Beatles gaben ihm freie Hand.
Die EMI lehnte eine Veröffentlichung des Albums ab, solange nicht das Coverfoto ausgetauscht würde. Das Album erschien daher bei der Plattenfirma Track Records, die das Plattencover jedoch mit braunem Packpapier verhüllte. Selbst einige Schallplattenhändler weigerten sich, das Album den Käufern anzubieten.
John Lennon sagte zum Cover: „Es war absurd! Die Leute regten sich dermaßen auf – einfach weil zwei Leute nackt waren. Ich hatte nicht gedacht, dass es einen solchen Aufstand geben würde. Die Welt findet wahrscheinlich, dass wir ein hässliches Paar sind.“
Paul McCartney: „Ich war leicht schockiert, aber dass ich einen Text für das Cover geschrieben habe, beweist doch, dass ich so verklemmt nun auch wieder nicht war.“
George Harrison: „Meine Meinung über das Cover war dieselbe, die ich heute noch habe: Das sind einfach zwei nicht übermäßig hübsche Körper, zwei nackte schlaffe Körper. Völlig harmlos eigentlich.“
Ringo Starr: „Das Cover ist absolut irre – ich kann mich noch genau erinnern, wie sie angekommen sind und es mir gezeigt haben.“

## Veröffentlichung
Lediglich 5000 Exemplare wurden in Großbritannien verkauft – das Album wurde dann vom Markt genommen.

## Wiederveröffentlichungen
- Das Album erschien 1975 als Wiederveröffentlichung bei der Plattenfirma Charmdale, die es drei Jahre im Katalog führte.
- Im Jahr 1991 erschien das Album erstmals auf CD von Creative Sounds Ltd. und wurde erneut mit braunem Packpapier verhüllt.[2]
- Die remasterte CD-Wiederveröffentlichung erfolgte am 3. Juni 1997 von Rykodisc Records und enthielt das Bonusstück Remember Love von Yoko Ono. Remember Love wurde am 4. Juli 1969 als B-Seite von Give Peace a Chance veröffentlicht. Das Remastering erfolgte von George Marino und Rob Stevens in den Sterling Sound Studios unter der Aufsicht von Yoko Ono in New York.[3]
- Am 11. November 2016 wurde das erneut remasterte Album als CD[4] und Vinyl-Langspielplatte (auf schwarzem[5] und weißem[6] Vinyl gepresst) auf den Labeln Secretly Canadian / Chimera Music veröffentlicht. Die CD wurde von Greg Calbi und Ryan Smith, das Vinylalbum wurde von Greg Calbi und Sean Lennon remastert. Die CD wurde in einem Pappcover, das von einem braunen Papier umhüllt ist, vertrieben. Der CD liegt ein achtseitiges bebildertes Begleitheft bei.

## Titelliste

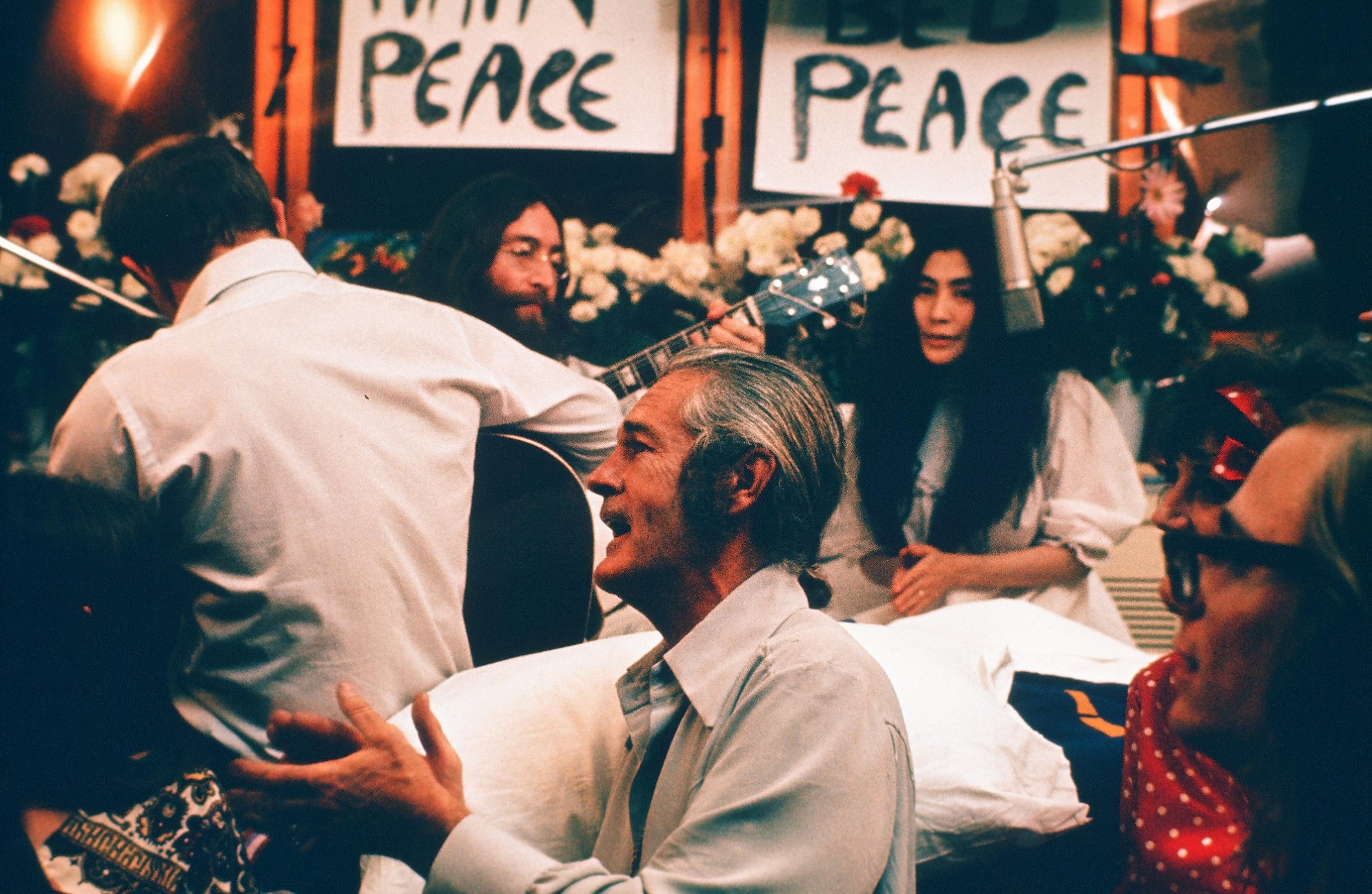
John Lennon und Yoko Ono, 1969

Die beiden Seiten des Albums enthalten je etwa 15 Minuten ununterbrochene Geräusche und Gespräche, ohne dass einzelne Teile von Liedern identifizierbar sind. Auf der raren Mono-Pressung des Albums ist nicht einmal ein Tracklisting enthalten. Auf der Stereo-Pressung ist das folgende Tracklisting abgedruckt:
Seite 1 – (Laufzeit: 14:14 min)
1. Two Virgins No. 1
2. Together
3. Two Virgins No. 2
4. Two Virgins No. 3
5. Two Virgins No. 4
6. Two Virgins No. 5

Seite 2 – (Laufzeit: 15:13 min)
1. Two Virgins No. 6
2. Hushabye Hushabye
3. Two Virgins No. 7
4. Two Virgins No. 8
5. Two Virgins No. 9
6. Two Virgins No. 10

Bonustitel (erschienen: 1997/2016)
Remember Love (Yoko Ono) – 4:03 min

## Chartplatzierungen
| ChartsChartplatzierungen       | Höchstplatzierung | Wochen |
| ------------------------------ | ----------------- | ------ |
| Vereinigte Staaten (Billboard) | 124 (8 Wo.)       | 8      |